# Chirnogi
Chirnogi est une commune roumaine située dans le județ de Călărași.